# Laxta granicollis
Laxta granicollis är en kackerlacksart som först beskrevs av Henri Saussure 1862.  Laxta granicollis ingår i släktet Laxta och familjen jättekackerlackor. Inga underarter finns listade i Catalogue of Life.